# 达沃市市长
達沃市市長為菲律賓達沃市政府最高行政官員，市長負責該市政務執行及提供公共服務。市長任期三年，連選得連任兩次，若任期中斷則可重新計算。杜特尔特家族自1986年長期在此市執政，當中罗德里戈·杜特地更於2016年當選菲律賓總統。
現任達沃市市長為塞巴斯蒂安·杜特尔特，是前總統罗德里戈·杜特地之子。

## 歷屆市長列表
- Santiago Artiaga（1937年–1938年）
- Agustin Alvarez（1938年–1940年）
- Pantaleon A. Pelayo, Sr.（1940年–1941年）
- Alfonzo G. Oboza, Sr.（1941年–1942年）
- Juan A. Sarenas（1943年–1944年）
- Donato Endriga（1944年–1945年）
- Apolinario C. Cabigon（1946年–1946年）
- Fundador R. Villafuerte（1946年–1947年）
- Leon A. Garcia（1947年–1949年）
- Bernardo B. Teves（1949年–1953年）
- Rodolfo B. Sarenas（1953年–1954年）
- Julian A. Rodriguez, Sr.（1954年–1955年）
- Carmelo L. Porras（1956年–1967年）
- Elias B. Lopez（1968年–1971年）
- Luis T. Santos（1972年–1981年）
- Elias B. Lopez，（1981年–1986年）
- Zafiro L. Respicio（1986年–1987年）
- Jacinto T. Rubillar（1987年–1988年）
- 罗德里戈·杜特地（Rodrigo R. Duterte，1988年–1998年）
- Dominador B. Zuño, Jr.（1990年–1991年、代理）
- Benjamin C. de Guzman（1998年–2001年）
- 罗德里戈·杜特地（Rodrigo R. Duterte，2001年－2010年）
- 萨拉·杜特尔特（2010年–2013年）
- 罗德里戈·杜特地（Rodrigo R. Duterte，2013年–2016年）
- 萨拉·杜特尔特（2016年－2022年）
- 塞巴斯蒂安·杜特尔特（2022年－）（代理）

## 達沃市副市長
副市長為該市次高行政職等，與市長分開個別選舉產生，因此可能會有兩人分屬不同政黨的狀況產生。副市長負責主持達沃市議會，按慣例僅能在正反雙方平手時投票以打破僵局。當市長因故不能行使治權時，副市長可接替市長的位置直到下次選舉。現任副市長為保羅 • 杜特蒂。